# Berdsk
Berdsk (rusky Бердск) je město v Novosibirské oblasti v Ruské federaci. Při sčítání lidu v roce 2010 měl přes sedmadevadesát tisíc obyvatel.

## Poloha a doprava
Berdsk leží u historického ústí Berdi do Obu, dnes zaplaveného vzdutím Novosibirské přehrady. Od Novosibirsku, správního střediska oblasti, je vzdálen přibližně třicet kilometrů jižně (proti proudu Obu). Nejbližší město je Iskitim přibližně 18 kilometrů jihovýchodně u současného ústí Berdi do přehradní nádrže.
Z Novosibirsku přes Berdsk do Iskitimu a dál na jih do Altajské republiky vede silnice zvaná Čujský trakt.

## Dějiny
Berdsk vznikl v době osídlování Sibiře začátkem 18. století. Nejpozději k roku 1716 zde byla postavena pevnost (ostrog).
Městem je Berdsk od roku 1944.

### Rodáci
- Arťom Sergejevič Ovečkin (* 1986), cyklista